# Aloe umbellata
Aloe umbellata é uma espécie de liliopsida do gênero Aloe, pertencente à família Asphodelaceae.